# Vilafranca del Penedès (kommunhuvudort)
Vilafranca del Penedès (baskiska: Vilafranca del Penedes, galiciska: Vilafranca do Penedés - Vilafranca del Penedès) är en kommunhuvudort i Spanien. Den ligger i provinsen Província de Barcelona och regionen Katalonien, i den östra delen av landet, 500 km öster om huvudstaden Madrid. Vilafranca del Penedès ligger 229 meter över havet och antalet invånare är 38 425.
Terrängen runt Vilafranca del Penedès är platt åt nordost, men åt sydväst är den kuperad.Runt Vilafranca del Penedès är det tätbefolkat, med 511 invånare per kvadratkilometer. Närmaste större samhälle är Vilanova i la Geltrú, 13,8 km söder om Vilafranca del Penedès. 